# سلع رقمية

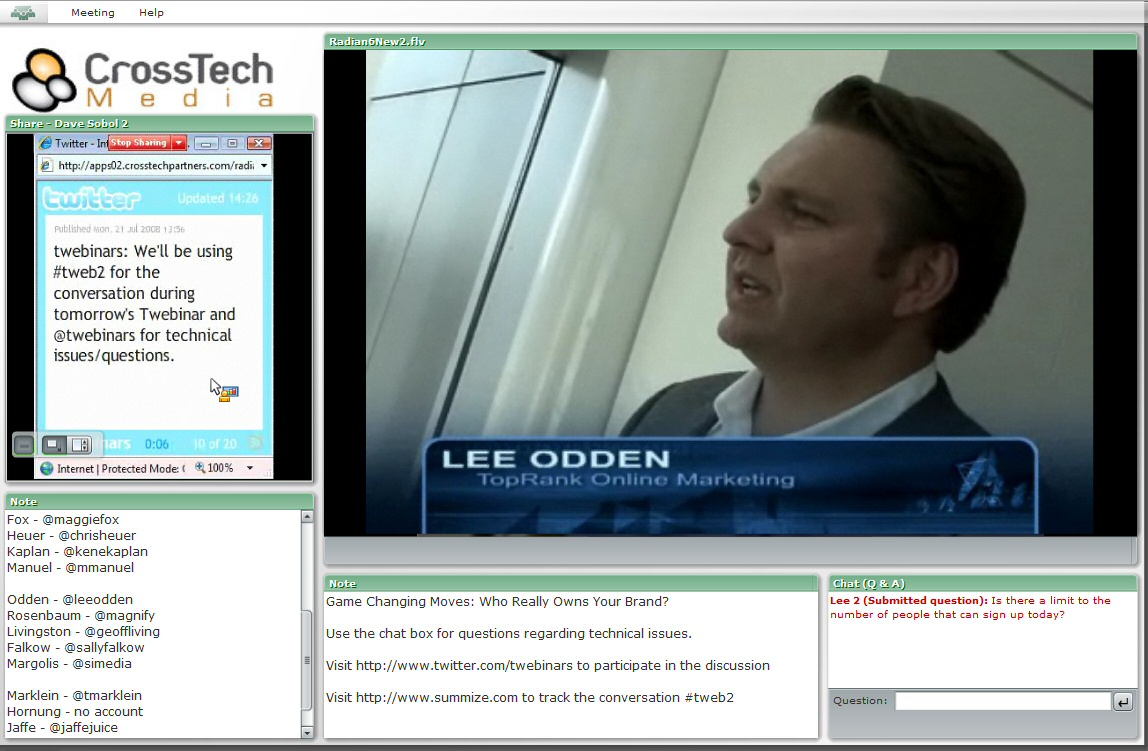
عند الدفع مقابل مشاهدة مؤتمر ويب على شاشة الحاسوب، فهذا شكل من أشكال السلعة رقمية.

السلع الرقمية أو المنتجات الرقمية أو السلع الإلكترونية (بالإنجليزية: Digital goods)‏ هي سلعة غير ملموسة توجد على شكل بيانات رقمية. مثل مقالات ويكيبيديا، الوسائط الرقمية، الكتب الرقمية والموسيقى القابلة للتنزيل وراديو الإنترنت والتلفزيون عبر الإنترنت ووسائط البث ؛ الخطوط والشعارات والصور والرسومات؛البرامج القابلة للتنزيل (التوزيع الرقمي) وتطبيقات الأجهزة المحمولة، والألعاب عبر الإنترنت، التعليم الإلكتروني؛ مؤتمرات الويب، دروس فيديو، منشورات مدونة؛ البطاقات الرقمية، الأنماط، مواضيع الموقع، القوالب.

## أنظر أيضا
- التجارة الإلكترونية
- العملة الرقمية
- التوزيع الرقمي
- الملكية الفكرية
- الأصول الرقمية